# Gjertsen Promontory
Das Gjertsen Promontory ist ein niedriges, spitz aufragendes Vorgebirge im westantarktischen Marie-Byrd-Land. Es ragt am Ende eines sich nach Norden erstreckenden Felssporns des Mount Gjertsen in den La Gorce Mountains des Königin-Maud-Gebirges auf.
Der United States Geological Survey kartierte es anhand eigener Vermessungen und Luftaufnahmen der United States Navy aus den Jahren von 1960 bis 1964. Wissenschaftler einer von 1969 bis 1970 durchgeführten Kampagne der New Zealand Geological Survey Antarctic Expedition benannten es in Anlehnung an die Benennung des Mount Gjertsen. Dessen Namensgeber ist Hjalmar Fredrik Gjertsen (1885–1958), Zweiter Maat an Bord der Fram bei der Südpolexpedition (1910–1912) des norwegischen Polarforschers Roald Amundsen und Eispilot bei der zweiten Antarktisexpedition (1933–1935) des US-amerikanischen Polarforschers Richard Evelyn Byrd.